# 23º Gruppo
Il 23º Gruppo è un reparto di volo dell'Aeronautica Militare. È stato costituito il 5 settembre 2018 con elicotteri HH-101A 'Caesar', alle dipendenze del 15º Stormo, con compito primario di Personnel Recovery.
E' erede delle tradizioni del 23º Gruppo caccia intercettori  "Veltri" del 5º Stormo caccia "Giuseppe Cenni" .

## Storia

### Il gruppo caccia
Costituito l'8 luglio 1918, il XXIII Gruppo (poi 23º Gruppo Aeroplani da caccia) a San Luca di Padernello (Paese) (Treviso), dal 29 agosto successivo è stato comandato dal capitano Antonio Bosio (generale) futuro Capo di stato maggiore dell'Aeronautica Militare che aveva alle proprie dipendenze la 78ª Squadriglia Caccia Hanriot HD.1 del capitano Antonio Riva e la 79ª Squadriglia Caccia Nieuport 27 del capitano Mazzini.
Nel conflitto ha svolto 881 voli di guerra, sostenendo 39 combattimenti aerei, 10 vittorie subendo 3 morti.
Nel mese di dicembre 1918 è a Fossalunga fino allo scioglimento del 1º agosto 1919.

#### Nella Regia Aeronautica
Il 7 maggio 1923 era composto dalla 71ª Squadriglia caccia e 91ª Squadriglia aeroplani da caccia di stanza all'Aeroporto di Bresso inquadrato nel 1º Stormo Caccia Terrestre della Regia Aeronautica, nell'autunno del 1924 era con la 70ª Squadriglia caccia, 74ª Squadriglia e 75ª Squadriglia caccia al Campo della Promessa di Lonate Pozzolo, nel 1925 transita sui Nieuport 29 e nel 1926 riceve anche i Fiat C.R.1.
Nel febbraio 1927 entra nel 2º Stormo con sede a Cinisello Balsamo con le Squadriglie 74ª, 75ª e 79ª con i Nieuport 29 e dalla 83ª Squadriglia con i Fiat C.R.1 ed in maggio i Nieuport vennero cambiati con gli Ansaldo AC 3 (variante dell'Ansaldo AC.2).
Alla fine del 1929 il Gruppo adotta i nuovi Fiat C.R.20.
Il 1º giugno 1931 entra al comando del maggiore Enrico Pezzi nel 3º Stormo dell'Aeroporto di Bresso con i CR 20bis che sostituisce nel 1935 con i Fiat C.R.32.
In Spagna l'11 novembre 1936 nasce la 3ª Squadriglia caccia oltre alla 1ª Squadriglia che diventando 18ª Squadriglia e 19ª Squadriglia il 22 aprile 1937, quando venne creato il XXIII Gruppo caccia.
Nel 1938 il XXIII Gruppo Caccia "Asso di Bastoni" era al comando del magg. Aldo Remondino dell'Aviazione Legionaria.
Alla metà di marzo 1939 sono operativi 12 G.50 dall'aeroporto di Escalona che alla fine del conflitto verranno lasciati all'aviazione spagnola.
Dal 3 giugno 1940 si schiera all'Aeroporto di Vergiate con i Fiat C.R.42 ed al 10 giugno a Cervere al comando del ten. col. Tito Falconi con la 70ª (9 CR 42), 74ª (8 CR 42) e 75ª Squadriglia (8 CR 42) 3º Stormo Caccia Terrestre.
Il 15 giugno nell'ambito della Battaglia delle Alpi Occidentali 25 CR 42 attaccano l'aeroporto di Le Cannet-des-Maures, quelli di scorta impegnano combattimento con la caccia francese, perdendo un velivolo per parte e distruggendone una ventina al suolo.
Alla fine del mese va sull'Aeroporto di Comiso (RG) dove, dal 9 luglio 1940, divenuto 23º Gruppo Autonomo C.T., cessa di dipendere dal 3º Stormo. 
Il 20 gennaio 1941 il Nucleo del 23º Gruppo Caccia Aeroplani si trasforma, con disposizione dello Stato Maggiore della Regia Aeronautica, in 156º Gruppo Autonomo Caccia Terrestre.
Sempre nello stesso anno riceve gli M.C.200, i Fiat G.50 ed i M.C.202 e nel 1943 gli M.C.205.
Dal 15 maggio 1942 rientra nel 3º Stormo e nella metà di luglio dello stesso anno, su velivoli M.C.202, si rischiera in Africa Settentrionale Italiana all'Aeroporto militare di Sidi Haneish.
All'8 settembre 1943 era all'Aeroporto di Furbara con la 70ª (2 M.C.205, 2 M.C.202), 74ª (3 M.C.202) e 75ª Squadriglia (3 M.C.202) nel 3º Stormo Caccia Terrestre.
Il Gruppo fu sciolto il 14 Settembre 1943 dopo l’armistizio.

#### Nell'Aeronautica Militare
Il Gruppo viene ricostituito ufficialmente il 30 Marzo 1957 all'Aeroporto di Pisa-San Giusto su FIAT F-86K, anche se già operativo dal dicembre 1956 sull'Aeroporto di Istrana.
Nel luglio 1964 il reparto va all'Aeroporto di Rimini-Miramare e nella primavera 1973 riceve gli F-104 Starfighter cessando di appartenere al 51º Stormo di Istrana, per essere assorbito nei ranghi del 5º Stormo, intitolato a Giuseppe Cenni, di Rimini. 
Il 14 marzo 1995 va all'Aeroporto di Cervia-Pisignano iniziando a ricevere gli F-104S/ASA-M dal 15 Dicembre 1997.
Dal 2004 il reparto è stato dotato di velivoli F-16 "Falcon", scelti come mezzo di passaggio tra l'F-104 e l'Eurofighter, ciclo concluso dopo sei anni. Gli F-16 ADF sono stati immessi in servizio in base ad un programma di leasing denominato Peace Caesar F-16 program e sottoscritto dal governo italiano con il Dipartimento della Difesa degli Stati Uniti.
L'era dei velivoli F-16 ADF era iniziata nel settembre del 2003, quando il primo di questi velivoli è atterrato a Cervia ed è continuata con il ritorno del 23º Gruppo alla sorveglianza dello spazio aereo nazionale a partire dal 1º gennaio 2004. Nel corso di questi anni il reparto ha svolto oltre 14.400 ore di volo impiegando una trentina di piloti, quattro dei quali hanno raggiunto il traguardo delle mille ore, con circa 80 decolli a causa di allarmi per intercettare velivoli fuori rotta o non autorizzati al sorvolo del territorio nazionale. Il reparto ha assicurato la copertura aerea in occasione di importanti eventi, quali il vertice NATO di Pratica di Mare, i funerali di Giovanni Paolo II, le Olimpiadi Invernali di Torino 2006 ed il G8 dell'Aquila. Un solo velivolo (MM.7238) è andato perduto, per cause tecniche, l'11 febbraio 2010, fortunatamente senza conseguenze per il pilota, magg. Luca Crovatti. Domenica 23 maggio 2010 ha svolto l'ultimo servizio di allarme per la sorveglianza dello spazio aereo nazionale.
Il 4 giugno 2010 gli ultimi F-16 hanno lasciato definitivamente la base romagnola, al comando del ten. col. Mauro Gnutti, alla volta del 37º Stormo di Trapani, mentre il Gruppo caccia e l'intero 5º Stormo sono messi in posizione quadro.

### Gruppo elicotteri
Il 5 Settembre 2018, con una cerimonia di ricostituzione ufficiale il successivo 30 ottobre, il 23º Gruppo è ritornato operativo, operando sempre dalla base di Cervia (provincia di Ravenna) ma in seno al 15º Stormo CSAR.
Viene dotato di nuovi velivoli ad ala rotante, gli elicotteri HH-101A 'Caesar' e un nuovo ruolo operativo PR (Personnel Recovery), per il recupero di militari e civili in territorio ostile, alle dipendenze della 1ª Brigata aerea "operazioni speciali".